# Коршів (Луцький район)
Ко́ршів — село в Україні, у Луцькому районі Волинської області. Входить до складу Боратинської сільської громади.
Розташоване за 18 км від обласного і районного центру — Луцька. Назва «Коршів» походить від назви пташки коршун, які раніше населяли територію населеного пункту. Населення становить 683 осіб.

## Географія
На північ від села знаходиться гідрологічний заказник місцевого значення Чорногузка, створений з метою охорони екосистеми однойменної річки.

## Населення
Згідно з переписом УРСР 1989 року чисельність наявного населення села становила 674 особи, з яких 307 чоловіків та 367 жінок.
За переписом населення України 2001 року в селі мешкало 679 осіб.

### Мова
Розподіл населення за рідною мовою за даними перепису 2001 року:
| Мова       | Відсоток |
| ---------- | -------- |
| українська | 99,56 %  |
| російська  | 0,29 %   |
| білоруська | 0,15 %   |

## Сучасність
Наприкінці січня 2019 року парафія села Коршів вийшла з УПЦ Московського патріархату і приєдналася до Волинської єпархії ПЦУ.
12 червня 2020 року, відповідно до розпорядження Кабінету Міністрів України № 708-р «Про визначення адміністративних центрів та затвердження територій територіальних громад Волинської області», село увійшло у склад Боратинської сільської громади.
19 липня 2020 року, в результаті адміністративно-територіальної реформи та ліквідації  Луцького району, село увійшло до складу новоутвореного Луцького району.

## Пам'ятки археології
На території села відомі такі пам'ятки археології:
- Давньоруське городище на лівому березі р. Чорногузка на відстані 1,5 км на південний захід від села Городок, в урочищі Замчисько, площа — близько 5 га. Складається з дитинця і окольного града, укріплене валом і ровом. Досліджувалось у 1830-х рр. З. Леським, у 1960 р. П. Раппопортом, а в 1992 р. — С. Панишком. Виявлено численні матеріали, що свідчать про міський статус Коршева у XI ст.
- Багатошарове поселення лежницької групи ранньозалізного часу, вельбарської культури і давньоруського періоду XII-ХІІІ ст. площею близько 3 га, 0,5 км на північний захід від села, в урочищі Старе село.
- Багатошарове поселення тшинецько-комарівської, вельбарської культур і періоду XII—XV ст. площею до 3 га, 1 км на північний захід від села.
- Багатошарове поселення тшинецько-комарівської, вельбарської культур і давньоруського періоду XII—IV ст. площею до 3 га, 1,5 км на північний захід від села,
- Селище давньоруського періоду XII—XIII ст. площею до 2 га на північній околиці села, в урочищі Цвинтар.
- Стоянка доби пізнього палеоліту, поселення тшинецько-комарівської культури і давньоруського періоду XII-ХІІІ ст. площею близько 1 га на північній околиці села.
- Двошарове поселення волино-люблінсько культури і давньоруського періоду XII-ХІІІ ст, 0,7 км на північ від села на території пасіки.
- Селище давньоруського періоду XI—XIII ст. площею до 2 га в північно-східній частині села, в урочищі Панський сад.
- Поселення X—XI ст. площею близько 1 га у північно-східній частині села, в урочищі Коло Млина,
- Селище X—XII ст. площею близько 3 га, 2 км на північний схід від села, в урочищі Бурино.
- Двошарове поселення волино-люблінської культури і періоду XII-ХІІІ ст. площею 1,5 га. За 2,5 км на північний схід від села в цьому ж урочищі.
- Двошарове поселення тшинецько-комарівської культури і періоду XII—XIV ст. площею до 2 га. За 0,5 км на південний захід від села
- Багатошарове поселення пізнього палеоліту, лежницької групи, ранньоскіфського часу і періоду X—XIII ст. За 0,8 км на північний захід від села, біля лісу.
- Багатошарове поселення мезолітичного часу, культур лінійно-стрічкової кераміки періоду неоліту і тшинецько-комарівської доби бронзи в східній частині села, відкрите розвідкою Г. Охріменка у 1978 р.
- Поселення лінійно-стрічкової кераміки за 2 км на схід від села.
- Давньоруське поселення, відкрите розвідкою М. Кучинка і Г. Охріменка у 1978 р. За 2,5 на схід від села
- Поселення ранніх слов'ян біля села
- Могильник культури кулястих амфор за 0,7 км на захід від села.
- В статті Михайла Кучинка «Міста і городища Луцької землі княжої доби у світлі археології» детально зазначено про городище на лівому березі річки Чорногузки. «Другим за розміром містом на території Луцької землі був Коршів. Площа його сягала 4,5 га. Відомий археолог П Раппопорт, який обстежив його в 1960 р., зауважив, що навряд чи можуть виникнути сумніви в тому, що назва села Коршів відображає давнє найменування міста10. Що ж до відсутності літописних згадок про нього, то це пояснюється просто: судячи із знахідок, у XII ст. він уже не існував, а в XI ст. руські літописці приділяли мало уваги Волині. Залишком міста є городище під назвою Замчисько, яке знаходиться на лівому березі р. Чорногузка. Дослідження городища в 1936 р. проводив З. Леський, в 1960 — П. Раппопорт, в 1992 р. — С. Панишко. З'ясовано, що Коршів як і інші міста, складається з дитинця і окольного града. Дитинець, розміром 50×65 м, розташований на пагорбі і захищений з боку берега ровом. З північної сторони до нього прилягає окольне місто, розміром 100×200 м, оточене валом, крім ділянки, зверненої до дитинця. З напільної, північної сторони знаходився в'їзд, що видно за розривом у валу. Розрізи валу показали, що в XI ст. він мав висоту 4,6 м, а на вершині земляного насипу були дерев'яні стіни, можливо, частокіл11. На городищі виявлено кілька напівземлянкових жител з глиняними печами та господарські ями-льохи, знайдено чимало цікавих артефактів. Це — фрагменти гончарних горщиків XI ст., рогові орнаментовані псалії, що були складовими елементами кістяної збруї, залізні ножики, шиферні прясла. Одначе особливої уваги заслуговують денця горщиків, на яких були клейма у формі кириличних літер А, Б, Д, Ж, які свідчать про грамотність коршівців, а це є додатковою ознакою міського статусу Коршева12. На жаль, це цікаве городище міського типу вивчене поки що слабо. І все ж, отримані результати дозволяють зробити ряд висновків. По-перше розквіт Коршева припадає на XI ст. Тоді були побудовані оборонні укріплення по всьому його периметру. По-друге, двочленність пам'ятки, її значні розміри, сліди ремісничого виробництва, грамотність населення остаточно переконують, що маємо справу з містом. По-третє, Коршів був не лише містом, а й центром сільської округи в басейні Чорногузки, що підтверджується наявністю кількох десятків селищ, які групувались навколо міста. І насамкінець, отримані результати дозволяють з'ясувати два важливих питання історії Коршева: обставини його становлення і занепаду. На рубежі Х-ХІ ст. тут існувало поселення, що стало ядром майбутнього міста, навколо якого сформувалась сільськогосподарська округа. Це сприяло його короткочасному піднесенню. Основною ж причиною занепаду було те, що він був центром малосильної округи, всього 500 кв. км, а для нормального функціонування феодального міста, потрібна була округа в 1-1,5 тис. кв. км. Таким центром став розташований неподалік Луцьк, який і перебрав на себе першість. За цих умов Коршів не мав перспектив і перестав існувати як місто»[7].

## Відомі люди

### Народилися
- Стельмащук Юрій — (1920—1945) — організатор відділів УПА в Волинській і Берестейській областях, командир загону «Озеро» (06.1943-10.1943), ВО «Турів» (11.1943-10.1944), З'єднаних груп «Завихост» (11.1944-01.1945), одночасно заступник крайового провідника ОУН на Волині.
- Крещук Святослав Васильович — заслужений журналіст України.